# Billaea ficorum
Billaea ficorum är en tvåvingeart som först beskrevs av Townsend 1916.  Billaea ficorum ingår i släktet Billaea och familjen parasitflugor. Inga underarter finns listade i Catalogue of Life.